# Ekstraklasa w futsalu (2024/2025)
Ekstraklasa 2024/2025 – 31. edycja najwyższych w hierarchii rozgrywek ligowych polskiego klubowego futsalu. Organizatorem rozgrywek był Futsal Ekstraklasa.
Rozgrywki dwustopniowe, pierwsza faza ligowa, druga faza - pucharowa. Do fazy pucharowej kwalifikuje się 8 najlepszych zespołów fazy ligowej. Z ekstraklasy spadają do I ligi trzy ostatnie zespoły.
| Rozgrywki                | Poziomy ligowe | Liga        | Sezon                     |
| ------------------------ | -------------- | ----------- | ------------------------- |
| Centralne                | I poziom       | Ekstraklasa | Sezon 2024/2025 (1 grupa) |
| Centralne                | II poziom      | I Liga      | Sezon 2024/2025 (2 grupy) |
| Makroregionalne          | III poziom     | II Liga     | Sezon 2024/2025 (4 grupy) |
| Regionalne (16 Związków) | IV poziom      | III Liga    | Sezon 2024/2025 (14 grup) |

## Drużyny
| Uczestnicy poprzedniej edycji          | Uczestnicy poprzedniej edycji |
| -------------------------------------- | ----------------------------- |
| Rekord Bielsko-Biała                   | 1                             |
| Constract Lubawa                       | 2                             |
| Piast Gliwice                          | 3                             |
| Futsal Leszno                          | 4                             |
| Dreman Opole Komprachcice              | 5                             |
| BSF Bochnia                            | 6                             |
| Legia Warszawa                         | 7                             |
| Widzew Łódź                            | 8                             |
| Red Dragons Pniewy                     | 9                             |
| FC Toruń                               | 10                            |
| Eurobus Przemyśl                       | 11                            |
| AZS UW Warszawa                        | 12                            |
| We-Met Futsal Club Kamienica Królewska | 13                            |
| Awans z I ligi 2023/2024               |                               |
| AZS UŚ Katowice                        | 1 - I liga (gr.płd.)          |
| Red Devils Chojnice                    | 1 - I liga (gr.płn.)          |
| Gwiazda Ruda Śląska                    | 2 - I liga (gr.płd.)          |

## Tabela
| Lp. | Drużyna                                | M  | Z  | R  | P  | Bramki | Bramki | Różn. | Pkt. | Uwagi          |
| --- | -------------------------------------- | -- | -- | -- | -- | ------ | ------ | ----- | ---- | -------------- |
| 1   | Piast Gliwice                          | 30 | 26 | 3  | 1  | 153    | 43     | +110  | 81   | Faza pucharowa |
| 2   | Constract Lubawa                       | 30 | 24 | 4  | 2  | 163    | 70     | +93   | 76   | Faza pucharowa |
| 3   | KS Futsal Leszno                       | 30 | 22 | 5  | 3  | 125    | 57     | +68   | 71   | Faza pucharowa |
| 4   | Eurobus Przemyśl                       | 30 | 22 | 4  | 4  | 128    | 64     | +64   | 70   | Faza pucharowa |
| 5   | Rekord Bielsko-Biała                   | 30 | 22 | 1  | 7  | 142    | 53     | +89   | 67   | Faza pucharowa |
| 6   | BSF Bochnia                            | 30 | 13 | 10 | 7  | 133    | 98     | +35   | 49   | Faza pucharowa |
| 7   | Dreman Opole Komprachcice              | 30 | 13 | 6  | 11 | 101    | 94     | +7    | 45   | Faza pucharowa |
| 8   | Widzew Łódź                            | 30 | 12 | 2  | 16 | 91     | 116    | -25   | 38   | Faza pucharowa |
| 9   | We-Met Futsal Club Kamienica Królewska | 30 | 10 | 5  | 15 | 103    | 107    | -4    | 35   |                |
| 10  | Legia Warszawa                         | 30 | 10 | 4  | 16 | 86     | 103    | -17   | 34   |                |
| 11  | AZS UŚ Katowice (b)                    | 30 | 9  | 5  | 16 | 88     | 126    | -38   | 32   |                |
| 12  | FC Toruń                               | 30 | 9  | 3  | 18 | 70     | 111    | -41   | 30   |                |
| 13  | Red Dragons Pniewy                     | 30 | 8  | 0  | 22 | 83     | 128    | -45   | 24   |                |
| 14  | Gwiazda Ruda Śląska (b)                | 30 | 6  | 0  | 24 | 95     | 114    | -19   | 18   | Spadek         |
| 15  | Red Devils Chojnice (b)                | 30 | 5  | 1  | 24 | 54     | 155    | -101  | 16   | Spadek         |
| 16  | AZS UW Wilanów (Warszawa)              | 30 | 2  | 1  | 27 | 54     | 200    | -146  | 7    | Spadek         |

### Tabela grupy mistrzowskiej
| Lp.    | Drużyna                                                            | Uwagi      |
| ------ | ------------------------------------------------------------------ | ---------- |
| złoto  | Piast Gliwice                                                      | LM - elim. |
| srebro | Constract Lubawa                                                   |            |
| brąz   | KS Futsal Leszno                                                   |            |
| 4      | Rekord Bielsko-Biała                                               |            |
| 5-8    | Eurobus Przemyśl BSF Bochnia Dreman Opole Komprachcice Widzew Łódź |            |

## Faza pucharowa
Źródło 

### 1/4 finału
Mecze rozgrywane są do dwóch zwycięstw.
| Pary   | Data       | Drużyna I                 | Drużyna II                | Wyniki     | Awans                        |
| ------ | ---------- | ------------------------- | ------------------------- | ---------- | ---------------------------- |
| 1 para | 4.05.2025  | Widzew Łódź               | Piast Gliwice             | 0:7        | Awans - Piast Gliwice        |
| 1 para | 10.05.2025 | Piast Gliwice             | Widzew Łódź               | 4:0        | Awans - Piast Gliwice        |
| 2 para | 7.05.2025  | Dreman Opole Komprachcice | Constract Lubawa          | 3:4        | Awans - Constract Lubawa     |
| 2 para | 10.05.2025 | Constract Lubawa          | Dreman Opole Komprachcice | 9:1        | Awans - Constract Lubawa     |
| 3 para | 4.05.2025  | BSF Bochnia               | Futsal Leszno             | 4:2        | Awans - Futsal Leszno        |
| 3 para | 10.05.2025 | Futsal Leszno             | BSF Bochnia               | 4:4 (5:4)k | Awans - Futsal Leszno        |
| 4 para | 7.05.2025  | Rekord Bielsko-Biała      | Eurobus Przemyśl          | 2:6        | Awans - Rekord Bielsko-Biała |
| 4 para | 10.05.2025 | Eurobus Przemyśl          | Rekord Bielsko-Biała      | 4:5        | Awans - Rekord Bielsko-Biała |
| 4 para | 11.05.2025 | Eurobus Przemyśl          | Rekord Bielsko-Biała      | 4:4 (4:5)k | Awans - Rekord Bielsko-Biała |

### 1/2 finału
Mecze rozgrywane są do dwóch zwycięstw.
| Pary   | Data       | Drużyna I            | Drużyna II           | Wyniki     | Awans                    |
| ------ | ---------- | -------------------- | -------------------- | ---------- | ------------------------ |
| 1 para | 14.05.2025 | Rekord Bielsko-Biała | Piast Gliwice        | 1:1 (3:4)k | Awans - Piast Gliwice    |
| 1 para | 17.05.2025 | Piast Gliwice        | Rekord Bielsko-Biała | 1:1 (3:5)k | Awans - Piast Gliwice    |
| 1 para | 18.05.2025 | Piast Gliwice        | Rekord Bielsko-Biała | 6:1        | Awans - Piast Gliwice    |
| 2 para | 14.05.2025 | Futsal Leszno        | Constract Lubawa     | 3:2        | Awans - Constract Lubawa |
| 2 para | 17.05.2025 | Constract Lubawa     | Futsal Leszno        | 5:3        | Awans - Constract Lubawa |
| 2 para | 18.05.2025 | Constract Lubawa     | Futsal Leszno        | 4:1        | Awans - Constract Lubawa |

### Mecze o 3. miejsce
Mecze rozgrywane są do dwóch zwycięstw. 
| Pary           | Data       | Drużyna I            | Drużyna II           | Wyniki       | Awans                                                     |
| -------------- | ---------- | -------------------- | -------------------- | ------------ | --------------------------------------------------------- |
| Mecz o 3 m-ce. | 24.05.2025 | Rekord Bielsko-Biała | Futsal Leszno        | 3:3, pd. 3:5 | 3. miejsce: Futsal Leszno 4. miejsce:Rekord Bielsko-Biała |
| Mecz o 3 m-ce. | 30.05.2025 | Futsal Leszno        | Rekord Bielsko-Biała | 2:1          | 3. miejsce: Futsal Leszno 4. miejsce:Rekord Bielsko-Biała |

### Finał
Mecze finałowe rozgrywane są do trzech zwycięstw. 
| Pary  | Data       | Drużyna I        | Drużyna II       | Wyniki | Awans                                                |
| ----- | ---------- | ---------------- | ---------------- | ------ | ---------------------------------------------------- |
| Finał | 28.05.2025 | Piast Gliwice    | Constract Lubawa | 4:0    | 1. miejsce:Piast Gliwice 2. miejsce:Constract Lubawa |
| Finał | 2.06.2025  | Constract Lubawa | Piast Gliwice    | 1:5    | 1. miejsce:Piast Gliwice 2. miejsce:Constract Lubawa |
| Finał | 3.06.2025  | Constract Lubawa | Piast Gliwice    | 1:2    | 1. miejsce:Piast Gliwice 2. miejsce:Constract Lubawa |

## Źródła
- 90.minut.pl